# Городиска (Хмельницкая область)
Городиска (укр. Городиська) — село в Дунаевецком районе Хмельницкой области Украины.
Население по переписи 2001 года составляло 186 человек. Почтовый индекс — 32463. Телефонный код — 3858. Код КОАТУУ — 6821885903.

## Местный совет
32463, Хмельницкая обл., Дунаевецкий р-н, с. Миньковцы, ул. Советская, 20